# La Cuchilla (Jalisco)
La Cuchilla es una localidad del estado mexicano de Jalisco. Es parte del municipio de Zapopan.

## Demografía
| Gráfica de evolución demográfica |
|                                  |

| Censo | Población |
| ----- | --------- |
| 1970  | 13        |
| 1980  | 10        |
| 1990  | 17        |
| 2000  | 43        |
| 2010  | 1 712     |
| 2020  | 13 242    |